# Annie Williams

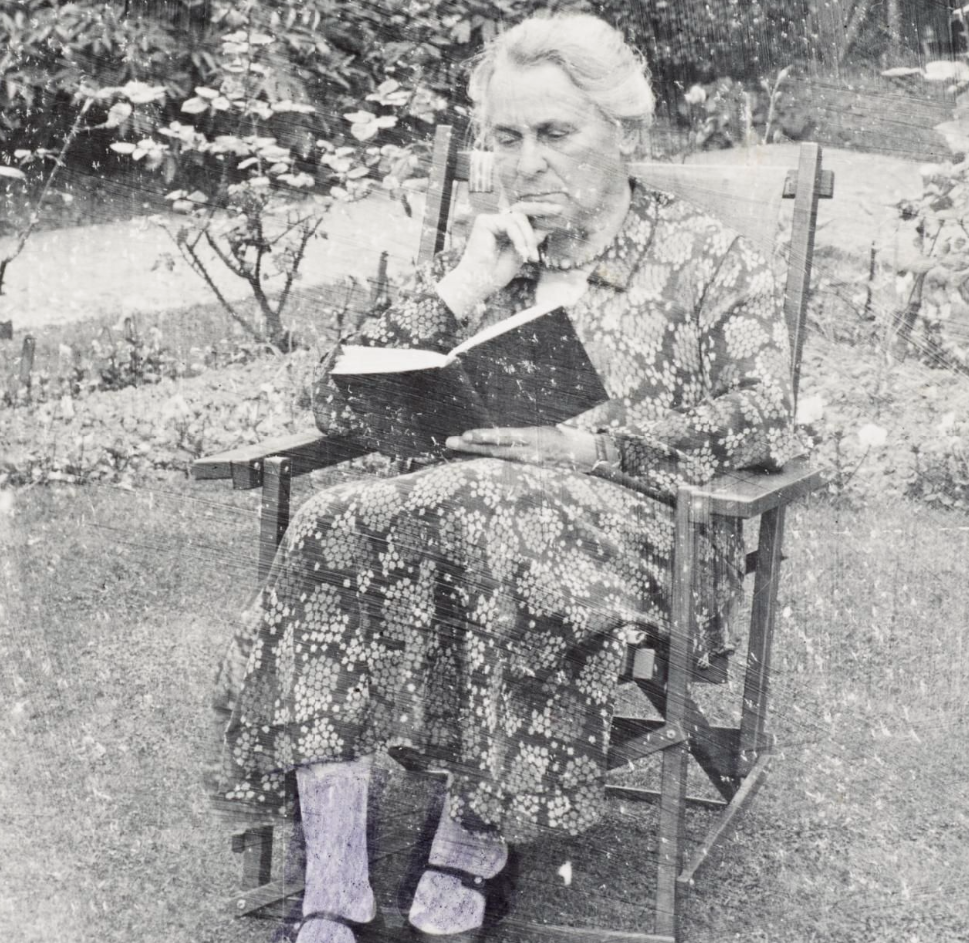
Annie Williams, 1943

Annie Williams (* ca. 1860; † 3. Juli 1943) war eine britische Suffragette.

## Leben
Über Williams Familie und Jugend ist wenig bekannt. Sie wird als den Cornish people (Nachkommen der keltischen Einwohner Cornwalls) zugehörig beschrieben. Sie war Lehrerin, unterrichtete an Schulen in Cornwall und wurde Schulleiterin an der Crantock Public Elementary School in Newquay.
Williams trat 1907 der Women’s Social and Political Union (WSPU) bei. Im Jahr 1908 verbrachte Williams ihre Sommerferien damit, für die WSPU in Bristol zu arbeiten, wo sie Lettice Floyd kennenlernte, mit der sie eine lesbische romantische Beziehung einging. Zu Beginn des Schuljahres 1908 kehrte Williams nach Cornwall zurück, um zu unterrichten, nahm jedoch im November an einem WSPU-„At Home“-Treffen in Plymouth teil. Am 14. Mai 1909 veröffentlichte Williams ein Gedicht in der WSPU-Zeitung Votes for Women. Am Ende des Semesters hörte sie auf zu unterrichten und wurde hauptberufliche WSPU-Organisatorin. Williams Schwester Edith trat ebenfalls der WSPU bei und übernahm später 1913 die Leitung der Cornwall-Zweigstelle; Williams Postadresse war bei ihrer Schwester in Glanafon, Devoran, Cornwall.
Am 29. Juni 1909 nahm Williams an einem Protest im Parlament teil, wurde verhaftet, aber wieder freigelassen. Im August sprach sie für die WSPU im Canford Park in Poole, Dorset, als sie von einem Mob angegriffen wurde. Von 1910 bis 1911 war Williams in Newcastle upon Tyne und organisierte eine Kampagne für die dortige Nachwahl, Lettice Floyd zog aus den Midlands zu ihr. Williams eröffnete im Februar 1910 einen WSPU-Laden in Newcastle und sprach bei Veranstaltungen der Co-operative Women’s Guild und stellte fest, dass in Newcastle „die Genossenschaftsfrauen sehr daran interessiert sind, über «Votes for Women» zu erfahren“. Williams wurde dann von Laura Ainsworth abgelöst und wechselte zur WPSU-Organisatorin für Huddersfield und Halifax, bevor sie 1912 und 1913 WSPU-Wales-Organisatorin in Cardiff wurde. Williams und andere organisierten verschiedene Ferienkampagnen in Badeorten und anderen Gebieten, wie dem Rhondda, das Williams als „eine einzigartige Gelegenheit, mit dem typischen walisischen Bergarbeiter und seiner Umgebung in Kontakt zu kommen“ beschrieb. Diese Reisen ermöglichten es Williams auch, „Zeit zum Bergsteigen, zum Genießen der weiten Ausblicke auf Hügel und Täler und zum Einatmen der lebensspendenden Luft“ zu haben. Williams schrieb, dass „Tonypandy historisch nicht gegen militante Methoden eingestellt sein könne“ – eine Anspielung auf die dortigen Bergarbeiterunruhen Anfang 1911.
Im März 1912 begab sich Williams mit Floyd nach London, um an einer WSPU-Fensterzerschlagungskampagne teilzunehmen. Sie wurde verhaftet und zu einem Monat Haft im Holloway Prison verurteilt, wo sie in den Hungerstreik trat und zwangsernährt wurde. Später erhielt sie wie viele andere mit Gefängnisstrafen belegte Suffragetten durch die WSPU die sogenannte „Hungerstreikmedaille“ For Valour. Floyd und Williams hielten zusammen mit Emily Davison bis November 1912 in Cardiff öffentliche Reden, bevor Davison nach Aberdeen ging, um David Lloyd George anzugreifen.
Bis November 1912 hatte Emily Davison Lettice Floyd und Williams bei ihren Open-Air-Treffen geholfen, bevor sie mit dem Zug nach Aberdeen reiste, um den Premierminister Lloyd-George zu bedrängen.
Im Januar 1914 besuchte Williams Christabel Pankhurst, die sich im selbst auferlegten Exil in Paris befand. Im Juli 1914 sprach Williams in Batheaston bei einer WSPU-Gartenparty für die Tollemache-Schwestern.
Williams und Floyd blieben in Cardiff bis zum Beginn des Ersten Weltkriegs, als die WSPU mit der Regierung ein Stillhalteabkommen schloss. Floyd kehrte in ihr Haus in Berkswell zurück, wo Williams bei ihr lebte. Williams und Floyd gründeten 1920 eine Zweigstelle des Women’s Institute. Williams war von 1926 bis 1930 und von 1933 bis 1934 Präsidentin des Instituts.
Die gleichgeschlechtliche Beziehung zwischen Williams und Floyd war offen und dauerte von 1908 bis zu Floyds Tod im Jahr 1934. Im November 1908 schrieb Williams aus Newquay an Floyd, die damals eine Haftstrafe im Holloway Prison in London verbüßte, aber der Brief wurde zurückgeschickt, da der Gefängnisdirektor sagte, Floyd sei „nicht berechtigt“, ihn zu erhalten.
Williams war an Lettice Floyds Seite, als diese 1934 nach einer Operation im Krankenhaus in Birmingham starb. Williams erbte aus Floyds Testament 3000 Pfund und ein jährliches Einkommen von 300 Pfund. Williams selbst starb 1943.